# Liceo ginnasio statale Terenzio Mamiani
(Quinto Orazio Flacco, Carm. IV,4,33-36 trad. di Enzio Cetrangolo, iscrizione nel cortile interno del Liceo)
Il liceo ginnasio statale "Terenzio Mamiani" è un istituto di istruzione secondaria di secondo grado di Roma; istituito nel 1885, è tra i licei più antichi della capitale italiana ed è noto per il ruolo svolto durante i moti studenteschi del sessantotto.
La scuola si trova all'estremità meridionale del quartiere della Vittoria, al numero 30 di viale delle Milizie, strada che marca il confine tra detto quartiere e il rione Prati; da un punto di vista amministrativo, il liceo fino al 2012 ricadeva nel territorio del XVII Municipio, ora accorpato con il Municipio Roma I.
La struttura in cui si trova il liceo Mamiani è sotto i vincoli delle belle arti, come prezioso esempio di neo-barocco dei primi del XX secolo ad opera dell'architetto Vincenzo Fasolo. Ospita, inoltre, l'omonimo museo di fisica e scienze naturali, una ricca collezione di strumenti scientifici e campionari biologici dei primi anni del Novecento.

## Storia

### Sede
Il liceo fu istituito con R.D. del 26 luglio 1885 e intitolato a Terenzio Mamiani, intellettuale e politico, già ministro della Pubblica Istruzione.
Per i primi quattro anni scolastici fu ospitato dal Collegio Romano, istituto di proprietà della Compagnia di Gesù, in coabitazione con il liceo classico Ennio Quirino Visconti.
Il 21 maggio 1889 il Mamiani ottenne la sua prima sede indipendente nell'antico palazzo Sora, in corso Vittorio, al civico 217.
Nell'ottobre 1923, infine, il liceo trovò la sua definitiva sede in viale delle Milizie 30, al confine tra il rione Prati e l'allora recente quartiere della Vittoria; l'edificio è opera dell'architetto Vincenzo Fasolo, il quale ideò una struttura che proponeva appositamente la divisione tra ambienti direzionali, quelli destinati all'insegnamento e quelli di servizio, un largo movimento di masse costituito dalle due palestre laterali e dal corpo centrale.

### Primi decenni
Sin dai primi decenni del XX secolo, in concomitanza con gli anni dell'amministrazione comunale radical-democratica di Ernesto Nathan (sindaco di Roma tra il 1907 e il 1913), si avviò il formarsi di una cultura laica e democratica all'interno dell'istituto.
Il carattere laico del liceo si accentuò con il citato trasferimento nella sua sede definitiva di viale delle Milizie, in un abitato dalla toponomastica improntata a nomi di personaggi della storia ostili alla Chiesa e realizzato in modo che nessuna strada, escluso il lungo boulevard via Timavo-via Monte Santo, abbia come sfondo prospettico la cupola di San Pietro, pur essendo situato nelle adiacenze del Vaticano.

### Antifascismo e Resistenza romana mariniana
Durante il regime fascista, nonostante la presenza di importanti insegnanti favorevoli al regime, quali Alfredo Panzini, firmatario del Manifesto degli intellettuali fascisti, il Mamiani fu uno dei centri dai quali iniziò a svilupparsi quella coscienza antifascista che originò poi la volontà di resistenza all'occupazione nazista da parte di numerosi giovani romani.
Dopo la Liberazione, il Mamiani fu, per breve tempo, ospedale militare della Quinta Armata USA e, per un periodo più lungo, sede di quello del corpo sanitario dell'esercito indiano al seguito dell'impero britannico.

### Secondo dopoguerra e contestazione studentesca

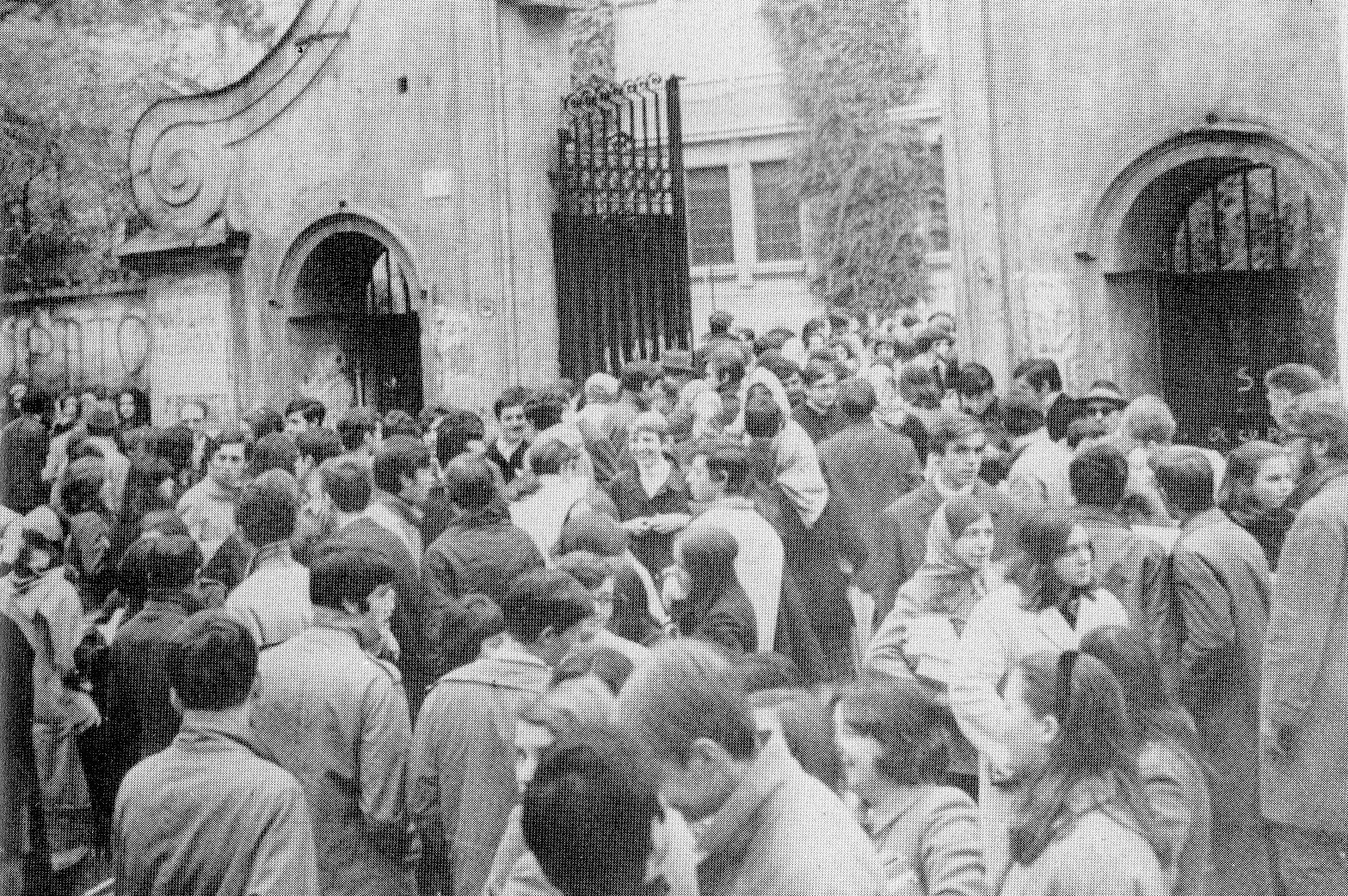
10 dicembre 1968: gli studenti occupano il liceo "Mamiani"

Gli anni quaranta e cinquanta furono un periodo nel quale l'ambiente scolastico si attenne all'orientamento filo-cattolico della Roma borghese dell'epoca.
Degli anni sessanta spicca la figura del preside Raffaele Tullio, socialista democratico e presidente dell'Associazione nazionale dei presidi, che voleva rendere il Mamiani la Eton College d'Italia.
Tale impostazione didattica generò per reazione la contestazione studentesca: il Mamiani fu la prima scuola superiore romana ad essere occupata dagli studenti (15-16 marzo 1968).
Il 26 marzo 1968 si tenne al Mamiani la prima assemblea autorizzata legalmente della scuola italiana.
Il collegio dei docenti dell'istituto inflisse tuttavia sanzioni disciplinari ad alcuni studenti ritenuti responsabili delle agitazioni, fatto questo che fu oggetto di un'interrogazione parlamentare su iniziativa di alcuni deputati comunisti, che causò un acceso dibattito alla Camera il 28 ottobre successivo tra i firmatari dell'interrogazione e il sottosegretario alla Pubblica Istruzione.
A seguito dell'emanazione di una restrittiva circolare dell'allora ministro Giovanni Battista Scaglia (27 novembre 1968), il Mamiani fu nuovamente occupato tra il 10 e l'11 dicembre successivo.
Fu grazie a tale agitazione che il nuovo ministro Fiorentino Sullo, dopo aver parlamentato personalmente con gli studenti (17 dicembre 1968), concesse il diritto di assemblea in orario scolastico a tutti gli istituti superiori d'Italia e avviò la riforma degli esami di maturità, tuttora sostanzialmente vigente nell'ordinamento italiano.

## Museo di fisica e scienze naturali
Il Museo di fisica e scienze naturali di Roma si trova all'interno del liceo, ed è visitabile su prenotazione.
Il progetto di valorizzazione del patrimonio museale è cofinanziato dal M.I.U.R. con il patrocinio del Museo della storia della scienza di Firenze.
Comprende collezioni e strumenti di meccanica, acustica, ottica, termologia, elettromagnetismo, botanica, zoologia, paleontologia, litomineralogia, astronomia, chimica, microscopia e stereoscopia. Il numero reperti è di 2 200 circa e il loro stato di conservazione è buono/discreto.
L'epoca di formazione delle collezioni è inizio del XIX secolo fino alla metà del XX secolo e la datazione dei reperti è tra il XIX e XX secolo ed è in corso un'attività di restauro conservativo che ha finora interessato 193 strumenti mentre l'attività di catalogazione ne ha interessati 207.
Il Museo si è arricchito di tre vasi etruschi originali e di una collezione di strumenti di matematica dei primi anni del XX secolo.

## Museo - Laboratorio di matematica  "Lucio Lombardo Radice Marini"
Tra gli oggetti trovati durante le ricerche nei meandri del Liceo sono emersi una grande scatola di solidi geometrici e un regolo calcolatore.  Da qui l'idea, nata nel 2010, di raccogliere altri reperti, in gran parte donati e in parte riprodotti, e alloggiarli in un ambiente del Liceo insieme ai testi scientifici della Biblioteca ricostruendo anche un'aula con gli ultimi banchi originali del 1924.

## Nella cultura di massa

### Cinema
Si trovano scene ambientate al liceo Mamiani nei seguenti film:
- Terza liceo di Luciano Emmer (1953)[21], dove viene denominato Gobetti; il liceo figura anche nell'ideale sequel del film, Basta! Adesso tocca a noi! (1990)[22];
- Letto a tre piazze di Steno (1960)
- Nel sole di Aldo Grimaldi (1967)
- Profondo rosso di Dario Argento (1975); in esso figura come scuola media, e viene ribattezzata Leonardo da Vinci
- Come te nessuno mai (1998) e Ricordati di me (2003) di Gabriele Muccino; il regista, tra l'altro, è un ex alunno dell'istituto
- Immaturi (2010) di Paolo Genovese
- La scuola più bella del mondo (2013) di Luca Miniero
- Tutta colpa di Freud (2013) di Paolo Genovese
- Mi rifaccio vivo (2014) di Sergio Rubini
- Il ragazzo dai pantaloni rosa (2024) di Margherita Ferri; in questo film viene ribattezzato Liceo G.Donizetti

### Letteratura
- Il romanzo Porci con le ali, di Marco Lombardo Radice (ex alunno della scuola) e Lidia Ravera (1976), «diario sessuo-politico di due adolescenti», ha come protagonisti Rocco e Antonia (alter ego dei due autori), studenti del Mamiani[23]; il film che ne seguì, la cui lavorazione iniziò nell'ottobre 1976 sotto la regia di Paolo Pietrangeli, avrebbe dovuto essere girato proprio in tale scuola; tuttavia, subito dopo l'inizio delle riprese, la troupe fu oggetto di contestazioni e lancio di gavettoni da parte del collettivo femminista, cosa questa che indusse la produzione ad abbandonare il luogo[24]. Unica scena in cui il liceo figura è quando la protagonista Antonia (interpretata da Cristiana Mancinelli) lascia il motorino proprio di fronte all'ingresso su viale delle Milizie.

### Televisione
- La scuola in cui si svolgono le vicende dei protagonisti della miniserie televisiva I liceali (2008-2011) è il liceo Mamiani, anche se nella finzione narrativa è ribattezzato liceo Colonna[25][26].

### Musica
- Viene citato nella canzone Mamma Roma, Addio (2015) del rapper Cranio Randagio.

- Durante le feste studentesche è stato uno dei primi palchi dove si sono esibiti i Måneskin, nel 2016, prima di guadagnare la fama internazionale.